# Ricardo Cavalcante Ribeiro
Ricardo Cavalcante Ribeiro (født 23. februar 1977) er en tidligere brasiliansk fodboldspiller.
Han har spillet for flere forskellige klubber i sin karriere, herunder Vegalta Sendai og Sanfrecce Hiroshima.